# Gaceta de Arte
La Gaceta de Arte era una revista mensual de arte dirigida por Eduardo Westerdahl entre 1932 y 1936 distribuida en Tenerife de la que se editaron 38 números. 

## Origen
Gaceta de Arte recibe influencias de los movimientos artísticos de vanguardia a través de Alemania, sobre todo de la Bauhaus y el racionalismo arquitectónico. Eduardo Westerdahl, un año antes de fundar la revista, realizó un viaje por Centroeuropa y visitó museos, galerías, universidades, pudiendo palpar el clima espiritual que se vivía en la convulsa República de Weimar. En el primer manifiesto editorial (“Posición”, febrero de 1932), citan una serie de ciudades que influyen, y con las que Tenerife pretende mantener estrecho contacto en relación con el arte. Entre estas ciudades estarán: Stuttgart, Dessau, París, Frankfurt, Praga, Dusseldorf, Moscú y Berlín.
La revista se proyectó como un sismógrafo que anota las diferentes variantes del arte contemporáneo. Entre sus páginas podemos ver desde el surrealismo de Dalí a los dibujos artísticos de Grosz; constructivismo como el de Willi Baumeister; la espiritualidad de Kandinsky: textos de Le Corbusier o el arquitecto italiano Alberto Sartoris; junto con textos de Eduardo Westerdahl, Pedro García Cabrera, Domingo López Torres, Emeterio Gutiérrez Albelo, Agustín Espinosa, Domingo Pérez Minik, etc.
Gaceta de Arte se moverá en una órbita universal dentro de lo que puede ser el arte y la cultura, dejando completamente a un lado cualquier atisbo de nacionalismo o regionalismo.

## Línea editorial
Gaceta de Arte se desvincula de las posturas literarias oficialistas nacionales en favor del modelo intelectual europeo. Revistas como La Revista de Occidente (una de las revistas literarias más  importantes de la época), dirigida por Ortega y Gasset exponían una línea editorial favorable al ‘señorío hispano’ y a la ‘inteligenzia’ nacional, de las que Unamuno y Azaña eran grandes mentores. Contrario a ello, Gaceta de Arte, se identifica y compromete con su tierra, pretendiendo ofrecer un registro que sin olvidar su carácter insular,  le permita extenderse hacia las metrópolis continentales.
En su primer manifiesto editorial, «Posición», febrero de 1932, Gaceta de Arte establecía su ideario político, filosófico y cultural:
Conectados a la Cultura Occidental, queremos tendernos sobre todos los problemas, en el contagio universal de la época. Sin huir el pensamiento, sin buscar refugio en tratamientos históricos para los fenómenos contemporáneos. Nuestra mirada llena de luz intelectualista de la época. Recorrerá todos los procesos artísticos que tengan un carácter histórico formal. Nuestra posición de isla aislará los problemas a través de esta soledad propia para la meditación y el estudio procuraremos hacer el perfil de los grandes temas, descongestionándolos para buscarles una expresión. Creemos movernos entre naciones. Ser isla en el mar Atlántico (Mar de la Cultura) es apresar una idea occidental y gustaría, hacerla propia despacio, convertirla en sentimiento. Queremos ayudar a una posición occidentalista de España. Seres Atentos, amplios, jóvenes. Y cumplirá en la isla, en la nación, en Europa, la hora universal de la Cultura. Esta será nuestra política. 

## Difusión e Impacto
La revista tenía una tirada de 600 ejemplares, al precio de venta de 1 peseta, exceptuando los dos últimos números que se vendieron a 3,50 pesetas. Los responsables de Gaceta de Arte invirtieron su dinero para enviar la revista a galerías y artistas de reconocimiento tanto en la península como en Europa. Posteriormente, muchos artistas y galerías se suscribieron a Gaceta de Arte, consiguiendo así la revista canaria vencer el inconveniente geográfico.
Gaceta de Arte en las islas Canarias tiene poco arraigo. El 80 % de la población era analfabeta y mostraba poco interés por las corrientes culturales. La revista, que nace con clara vocación universalista, desea que su voz se oiga en Europa y proclama su adhesión a las vanguardias. Es una revista selectiva, de carácter revolucionario, cuyos objetivos rayaban la utopía pretendiendo conseguir un ritmo más rápido en el avance cultural de una sociedad inmóvil. Esto hace que su impacto en la sociedad canaria sea mínimo. En Europa y España sucede lo mismo. Allí la revista solo llegaba a través de suscripciones. Solo interesados en el arte y con cierto bagaje cultural podían adquirirla. Aun así, publicaciones nacionales de la República se hicieron eco de los progresos que Gaceta de Arte conseguía en el mundo del arte, siendo una de las revistas más importantes en el mundo periodístico -artístico nacional e internacional. 
Es en el mundo del arte donde el impacto de Gaceta de  Arte es absoluto, demostrando modernismo y universalismo. La revista generó un notable aporte de las islas en la cultura internacional de los años treinta. 

## La Revista
El 1 de febrero de 1932 se publica en Tenerife el primer número de Gaceta de Arte. Se trató de una revista que pretendía romper con los cánones modernistas establecidos en el arte. Fruto de ello, Gaceta de Arte se convirtió en una de las publicaciones artísticas de referencia tanto en España como en Europa. En ella tenía cabida al arte en dos de sus vertientes: plástica y literaria. Poco a poco, Gaceta de Arte se convirtió en una guía indispensable para entender las vanguardias artísticas. Imágenes, cuadros, poemas, ensayos y manifiestos de los principales artistas canarios, españoles y europeos eran publicados en Gaceta de Arte. El registro de tendencias artísticas que albergó Gaceta de Arte fue muy amplio y en sus artículos se analizaron tanto los lenguajes abstractos como los figurativos: principalmente el surrealismo,  pintura social, nueva objetividad, Valori Plastici, etc;
Su equipo inicial de redactores aglutinaba a un conjunto de intelectuales como Pedro  García Cabrera, Domingo Pérez Minik, Domingo López Torres, Agustín Espinosa, Óscar Pestana Ramos, Francisco Aguilar y José Arozena, dirigidos por Eduardo Westerdahl.
La vida de Gaceta de Arte fue muy corta. La publicación tuvo que dejar de editarse por el triunfo en las islas del Alzamiento Nacional.  A pesar de que la línea editorial de la revista tenía su propio espacio lejos de partidismos de la época, algunos de sus integrantes estaban afiliados al partido socialista español. Varios de sus colaboradores fueron perseguidos y asesinados.

## Libros deGaceta de Arte
Paralelo a la publicación de la revista, los editores de Gaceta de Arte idearon una colección de libros y confeccionaron un nuevo logotipo. Así fabricaron un monograma con las letras “g” y “a”, y con la palabra “ediciones.” Esta colección de libros de Gaceta de Arte estaba conformada por los siguientes títulos: Crimen (1934) de Agustín Espinosa; El enigma del invitado (1936) de Emeterio Gutiérrez Albelo; Transparencias fugadas (1934) de Pedro García Cabrera. Asimismo, Eduardo Westerdahl escribe dos libros para esta colección. Estos son los dedicados a Ángel Ferrant y Willi Baumeister (1934).

## Estética de la revista
Su formato lo conformaba un pliego de papel satinado doblado en dos que se configura en cuatro páginas en tabloide de 35x49 cm. Para el tratamiento estético en dicha revista, dadas las nulas posibilidades locales de diseñadores gráficos, a la hora de su diseño y emplane, no se recurrió tanto a la improvisación como a la experiencia acumulada en tantas revistas y hojas literarias de prensa, donde bastantes de ellos habían intervenido, supliendo la falta de profesionalidad con voluntarismo artesanal. El mismo Eduardo Westerdahl nunca negó haber dibujado los caracteres de cabecera siguiendo el modelo alfabético Bauhaus diseñados por Franz Roh, con variantes y serias dudas con respecto a la grafía de la “p” y la “t”.
Constructivista era el efecto estético que producía tanto la ordenación geométrica de la maqueta como la pulcra uniformidad de la tipografía. Hay otros rasgos gráficos jalonando las páginas de la revista en un disciplinado orden frío: los puntos; los cuadrados; también son característicos la disposición textual por columnas; la agrupación de fotografías; los colores elegidos para la cabecera (verde, rojo, azul, amarillo) en cierto orden de salida; el uso ideológico de la tachadura revela un rasgo importante de la revista con escasos precedentes; tachaduras que se disponen sobre fotos; y dibujos y textos en señal de repudio y controversia casi siempre con tinta roja y trazo manual.

## Primera exposición surrealista en España
La Gaceta de Arte, como principal revista de vanguardia española, tuvo la iniciativa de crear la primera exposición de arte surrealista que tenía lugar en España el 11 de mayo de 1935 en la ciudad de Santa Cruz de Tenerife. El lugar escogido fue el Ateneo de la misma ciudad, y allí se reunieron las obras de los artistas más importantes del arte surrealista nacional e internacional.
La exposición incluía las siguientes obras: las Figuras de Picasso, La libre inclinación del deseo y El reflejo craneano de Salvador Dalí. Deseo de verano y Objeto magnético de Óscar Domínguez. Junto a estas obras también fueron expuestas obras de Miró, Marcel Duchamp, Man Ray, Alberto Giacometti y Max Ernst.

## Artistas colaboradores
- Óscar Domínguez
- André Breton
- Benjamín Peret
- D. Pérez Minik
- Pedro García Cabrera
- Óscar Pestana
- José Arozena
- Domingo López Torres
- Agustín Espinosa
- Juan Ismael
- José María de la Rosa
- Gutiérrez Albelo
- Le Corbusier
- Gertrude Stein
- Tristan Tzara
- Jean Cassou
- Herbert Read
- Paul Eluard
- Adalberto Benítez

## Directores
- Eduardo Westerdahl (1932- 1936)